# Veliki Dol (gmina Sežana)
Veliki Dol – wieś w Słowenii, w gminie Sežana. W 2018 roku liczyła 124 mieszkańców.